# Dalaas
Dalaas är en ort och kommun i distriktet Bludenz i förbundslandet Vorarlberg i Österrike. Kommunen består av två orter (Ortschaften) (inom parentes invånarantal 1 januari 2024):
- Dalaas (1 001)
- Wald am Arlberg (625)

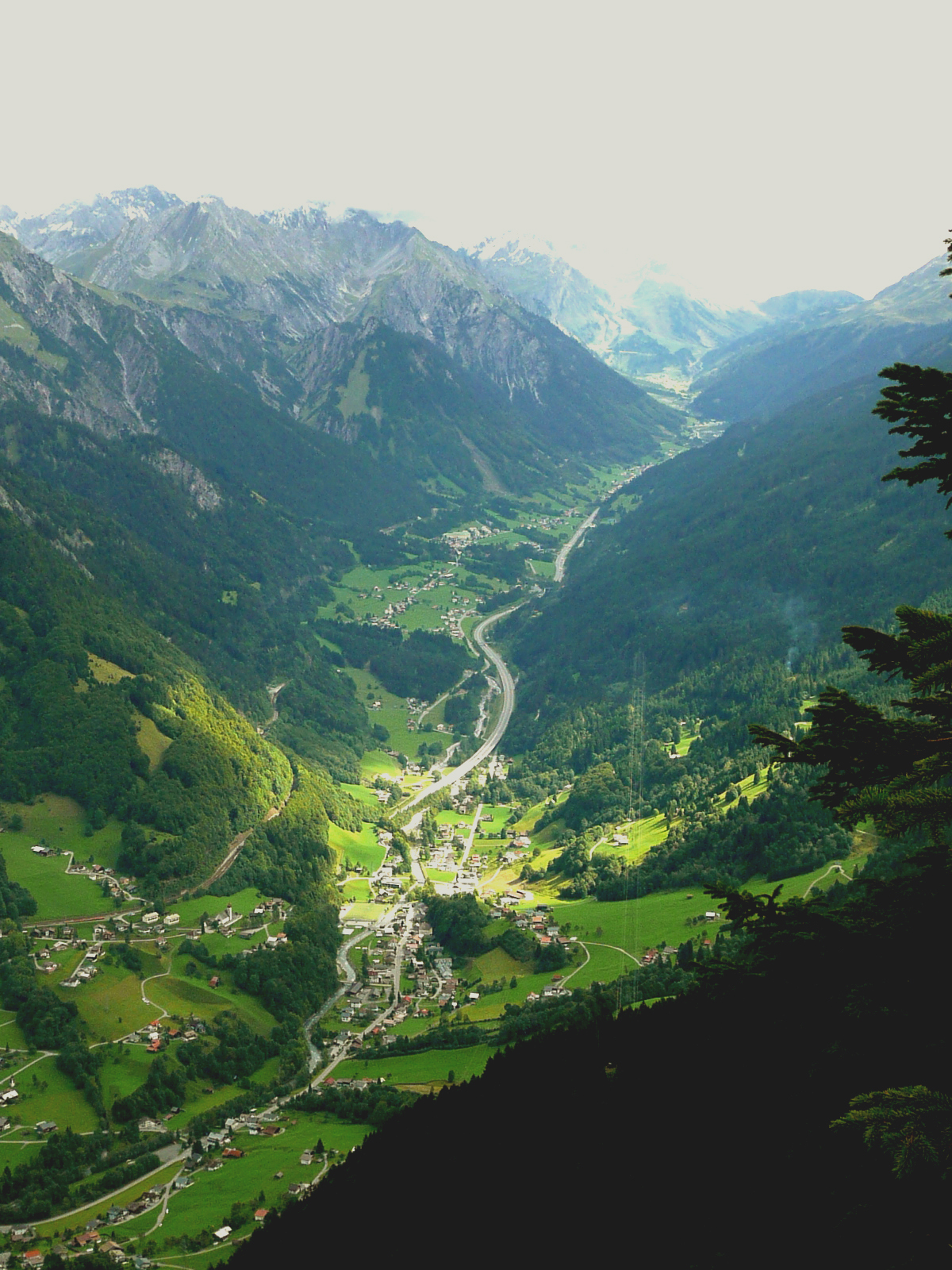
Dalgången med Dalaas mot öster. Arlbergbanan på sluttningen till vänster.

Dalaas bebyggelse är spridd på sluttningarna i den alpina dalgången Klostertal. Orten har en station på Arlbergbanan, 75 kilometer från förbundslandets huvudstad Bregenz. Kyrkan är vigd åt den helige Oswald av Northumbria, kung av Northumbria och död år 642.